# آرویو، پورتوریکو
آرویو (به انگلیسی: Arroyo) یک منطقهٔ مسکونی در ایالات متحده آمریکا است که در پورتوریکو واقع شده‌است.
 آرویو ۵۹٫۶ کیلومتر مربع مساحت و ۱۹٬۱۱۷ نفر جمعیت دارد.